# 阿拉·胡贝尔
阿拉·胡贝尔（阿拉伯语：علاء حبيل，1982年6月25日—）是一名巴林足球运动员场上司职前锋。曾效力于巴林国家队以及巴林阿赫利等球队。在2004年的亚洲杯上，他与阿里·卡里米均射进5球，共同成为该届杯赛的最佳射手。他还有一位弟弟（穆罕默德·胡贝尔）也曾是巴林的国脚。2011年阿拉·胡贝尔曾由于参与反政府示威游行而被捕。2014年阿拉·胡贝尔在内泽默俱乐部宣布退役。

## 职业生涯
胡贝尔在22岁时，就已经是亚洲足坛进攻火力最强的球员之一了。他在2004年亚洲杯上打入5球，与伊朗球员阿里·卡里米共同成为2004年亚洲杯的最佳射手。
在2004年亚洲杯小组赛面对印尼时胡贝尔便打进一球。在之后的四分之一决赛上，胡贝尔面对乌兹别克斯坦独中两元，将比赛拖入点球大战，并在点球大战中罚进制胜进球，将球队带进半决赛。半决赛中胡贝尔面对日本再次梅开二度，但球队依然在加时赛中以3比4告负。
2005年，胡贝尔从巴林阿赫利转会到卡塔尔的加拉法体育俱乐部，并在当赛季便成为卡塔尔星级足球联赛最佳射手的有力竞争者。在赛季进行到中段时，胡贝尔依然领先第二名几球，但在随后他遭遇到了非常严重的前十字韧带断裂伤病，他需要接受两次手术。这使得胡贝尔在余下赛季以及下一赛季均无法上场踢球。尽管在赛季的后半段缺席，但胡贝尔还是获得了在联赛射手榜上排名第四。
手术完成以后胡贝尔再度回归了国家队与加拉法，在球队的进攻中依然扮演着重要角色。
2007年5月，胡贝尔转会到了科威特超级足球联赛球队科威特SC，因为在那胡贝尔能够拿到更高的工资。
2008年5月，胡贝尔转会到了卡塔尔的乌姆沙拉尔体育俱乐部，因为这家俱乐部为巴林球员提供了大量的资金和更好的比赛设施。
2009年6月，他回到了巴林超級足球聯賽的巴林阿赫利，在2009年巴林国王杯的四分之一决赛上面对布賽廷首次进球。

## 2011年被拘留
2011年4月5日，阿拉·胡贝尔和他的兄弟穆罕默德·胡贝尔（也是巴林国家足球队的一员）被巴林当局逮捕，并无限期拘留。其被指控参与了2011年巴林反政府示威并为队伍提供了医疗援助。在他被捕前的一天，他曾出现在巴林国家电视台的一个聊天节目中，他表现出了对政府强烈的不满。之后巴林阿赫利宣布将兄弟俩开除出俱乐部。
据报道，他在被拷打后，被送到一家军事医院接受治疗，而他的一只脚可能受了伤。
2011年6月23日巴林政府宣布，根据2011年3月实施的戒严令而成立的巴林特别安全法院，对穆罕默德·胡贝尔进行了审判，他被判处两年监禁。 据报道，对阿拉·胡贝尔的审判也于2011年6月24日秘密启动。
2011年6月24日国际足联作为世界足球管理机构宣布，它已要求巴林足球当局提供有关在政治抗议中被拘留球员的案件的相关资料。在穆罕默德·胡贝尔被判监禁和对阿拉·胡贝尔启动审判以及对150多名参加反政府抗议的运动员、教练和裁判停职之后，有人指控，巴林政府涉嫌干涉足球运动，而巴林可能面临世界足球的禁赛令。之后国际足联暂时取消了巴林参加奥运会亚洲区资格赛的参赛资格（于2011年9月到期）。根据联合国人权事务高级专员办事处的说法，在巴林的审判似乎带有政治迫害的迹象，并严重关切被告的正当程序权利没有受到尊重的情况。
2011年6月29日，巴林通讯社报道，巴林国防军军事公诉人宣布“涉及医疗和体育犯罪的被告”已经获释，但审判将按照巴林的法律程序继续进行。

## 国家队的统计数据

### 国家队进球
| 日期           | 场地            | 对手       | 比分 | 结果 | 赛事                                |
| -------------- | --------------- | ---------- | ---- | ---- | ----------------------------------- |
| 2004年2月18日  | 巴林穆哈拉格    | 叙利亚     | 2-1  | 获胜 | 2006年國際足協世界盃外圍賽 (亞洲區) |
| 2004年2月18日  | 巴林穆哈拉格    | 叙利亚     | 2-1  | 获胜 | 2006年國際足協世界盃外圍賽 (亞洲區) |
| 2004年6月9日   | 巴林穆哈拉格    |            | 5-0  | 获胜 | 2006年國際足協世界盃外圍賽 (亞洲區) |
| 2004年6月9日   | 巴林穆哈拉格    |            | 5-0  | 获胜 | 2006年國際足協世界盃外圍賽 (亞洲區) |
| 2004年6月9日   | 巴林穆哈拉格    |            | 5-0  | 获胜 | 2006年國際足協世界盃外圍賽 (亞洲區) |
| 2004年7月25日  | 中国济南        | 印度尼西亞 | 3-1  | 获胜 | 2004年亚洲杯                        |
| 2004年7月30日  | 中国成都        |            | 2-2  | 打平 | 2004年亚洲杯                        |
| 2004年7月30日  | 中国成都        |            | 2-2  | 打平 | 2004年亚洲杯                        |
| 2004年8月3日   | 中国济南        | 日本       | 3-4  | 战败 | 2004年亚洲杯                        |
| 2004年8月3日   | 中国济南        | 日本       | 3-4  | 战败 | 2004年亚洲杯                        |
| 2004年12月23日 | 卡塔尔多哈      | 科威特     | 3-1  | 获胜 | 2004年海湾国家杯                    |
| 2006年11月8日  | 阿曼马斯喀特    | 阿曼       | 1-1  | 打平 | 友谊赛                              |
| 2007年1月24日  | 阿联酋阿布扎比, |            | 2-1  | 获胜 | 2007年海湾国家杯                    |
| 2007年1月24日  | 阿联酋阿布扎比, |            | 2-1  | 获胜 | 2007年海湾国家杯                    |
| 2007年6月30日  | 越南河内        | 越南       | 3-5  | 战败 | 友谊赛                              |
| 2007年10月21日 | 巴林麦纳麦      | 马来西亚   | 4-1  | 获胜 | 2010年国际足联世界杯预选赛 (亚洲区) |
| 2008年2月6日   | 阿曼马斯喀特    | 阿曼       | 1-0  | 获胜 | 2010年国际足联世界杯预选赛 (亚洲区) |
| 2008年3月26日  | 巴林麦纳麦      | 日本       | 1-0  | 获胜 | 2010年国际足联世界杯预选赛 (亚洲区) |